# Paranomis
Paranomis és un gènere d'arnes de la família Crambidae.

## Taxonomia
- Paranomis denticosta Munroe & Mutuura, 1968
- Paranomis moupinensis Munroe & Mutuura, 1968
- Paranomis nodicosta Munroe & Mutuura, 1968
- Paranomis sidemialis Munroe & Mutuura, 1968